# 歷劫鴛鴦
《歷劫鴛鴦》（亞塞拜然語：‎）是一套1988年的苏联电影，由喬治亞和亞塞拜然合製，由沙基·帕拉賈諾夫和杜鐸·艾巴錫澤聯袂導演，影片改編自米哈伊爾·萊蒙托夫創作於1837年的同名短篇故事《艾席·克旦布》。《歷劫鴛鴦》是帕拉賈諾夫獻予兩年前去世的密友安特亞·塔哥夫斯基的電影，也是他在世時所拍的最後一部電影長片。此片展現了豐富多彩的亞塞拜然文化。

## 劇情概述

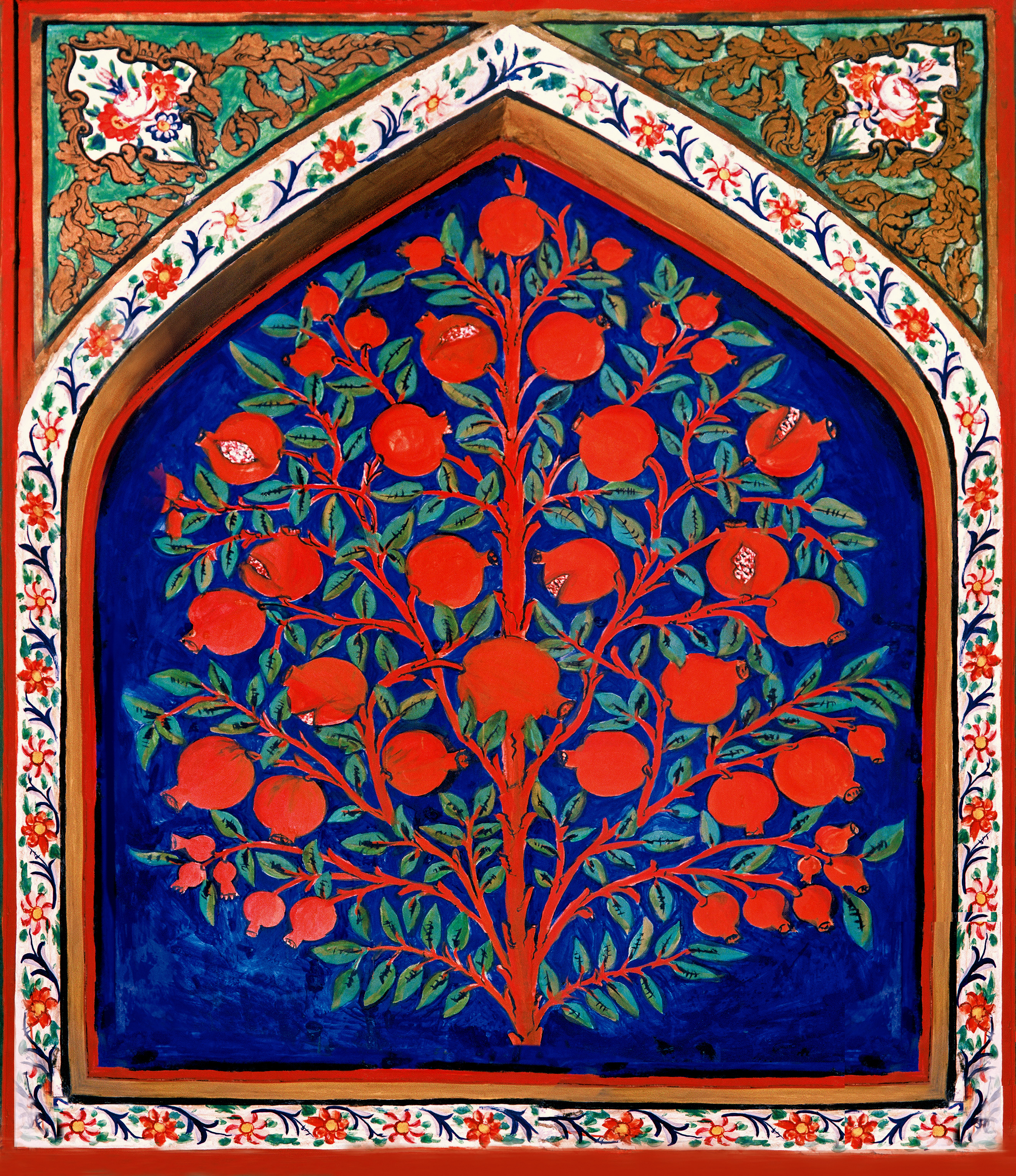
電影展示了豐富的亞塞拜然傳統文化，這幅來自沙基可汗宮殿的「生命之樹」繪畫眞品就被運用在影片之中。

艾席·克旦布是個在婚禮或其他慶典上彈奏巴拉瑪琴的樂手，他愛上一個豪門千金瑪歌·妺琪莉。由於艾席並不富有，因此瑪歌的父親反對他們在一起。艾席許下諾言，他將作七年的遊歷，如若七年之後他獲得財富，便榮歸故里迎娶瑪歌，反之他就結束自己的生命。
艾席的情敵趁他在河中沐浴時偸走他的衣服，很多人都認為艾席淹死了。這個可憐的樂手流浪到蘇丹的宮殿為他吟唱自己的愛情，蘇丹很喜愛他的歌聲，賜他黃金作為獎賞。七年光陰漸漸流逝，艾席生活日益富裕，他也慢慢遺忘了自己曾經深愛的女子......

## 風格
整個故事以亞塞拜然民間傳說的形式來講述，影片配樂以及色彩的使用扮演了傳達這一形式的關鍵角色。如同《紅塵百劫》和《蘇南堡傳奇》，此片也只使用極少對白，運用腳本字幕來講述劇情發展。導演還故意製造時代錯誤，比如直接在影片裏出現衝鋒鎗和電影攝影機。

## 主題
帕拉賈諾夫之前的三部彩色長片以豐富的影像展示了烏克蘭、亞美尼亞和喬治亞三國的文化，同樣，這部《歷劫鴛鴦》為觀影者奉上亞塞拜然的傳統文化，囊括服飾、音樂、舞蹈、藝術和風俗等。

## 獎項
- 1988 — 歐洲電影獎：特別演出獎和最佳藝術指導獎。[1]
- 1989 — 伊斯坦堡國際影展（英语：International Istanbul Film Festival）：評審團特別獎。[2]
- 1990 — 尼卡獎（英语：Nika Award）： 
  - 最佳實景電影和最佳導演獎[3]
  - 最佳攝影[3]
  - 最佳美術指導[3]

## 參看
- 《遠祖的陰影》
- 《紅塵百劫》
- 《蘇南堡傳奇》

## 外部連結
- 互联网电影数据库（IMDb）上《歷劫鴛鴦》的资料（英文）
- YouTube上的《歷劫鴛鴦》 預告片 （英文）
- DVDBeaver - comparison of DVD versions (Kino Video vs. Ruscico) （英文）
- Ashik Kerib at Parajanov.com （页面存档备份，存于） （英文）
- 香港外語電影資料網上《歷刦鴛鴦》的資料 （繁體中文）